# Vahr
Vahr este un sector în orașul hanseatic Bremen, Germania. 